# Bandeiras monumentais

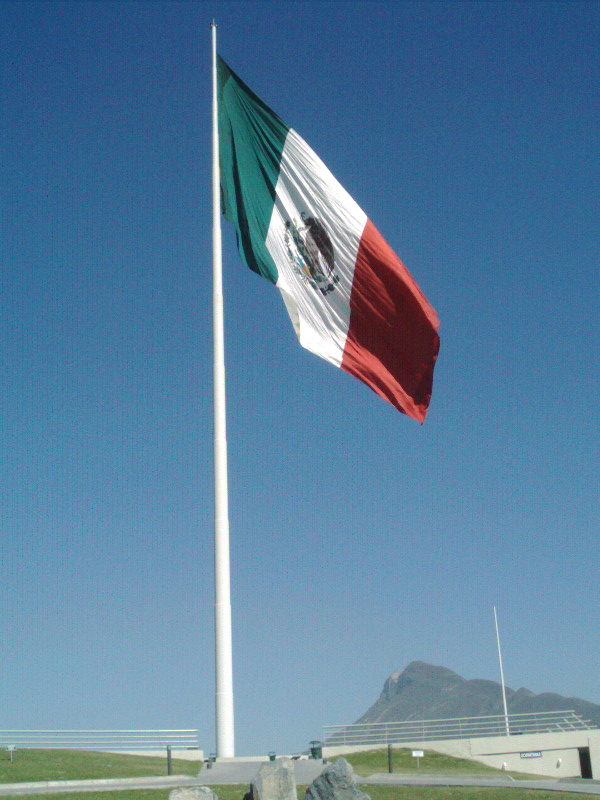
Com um mastro de 100,6 metros de altura e uma bandeira medindo 50 por 28,6 metros, a bandeira monumental de Monterrey é a mais alta do México.

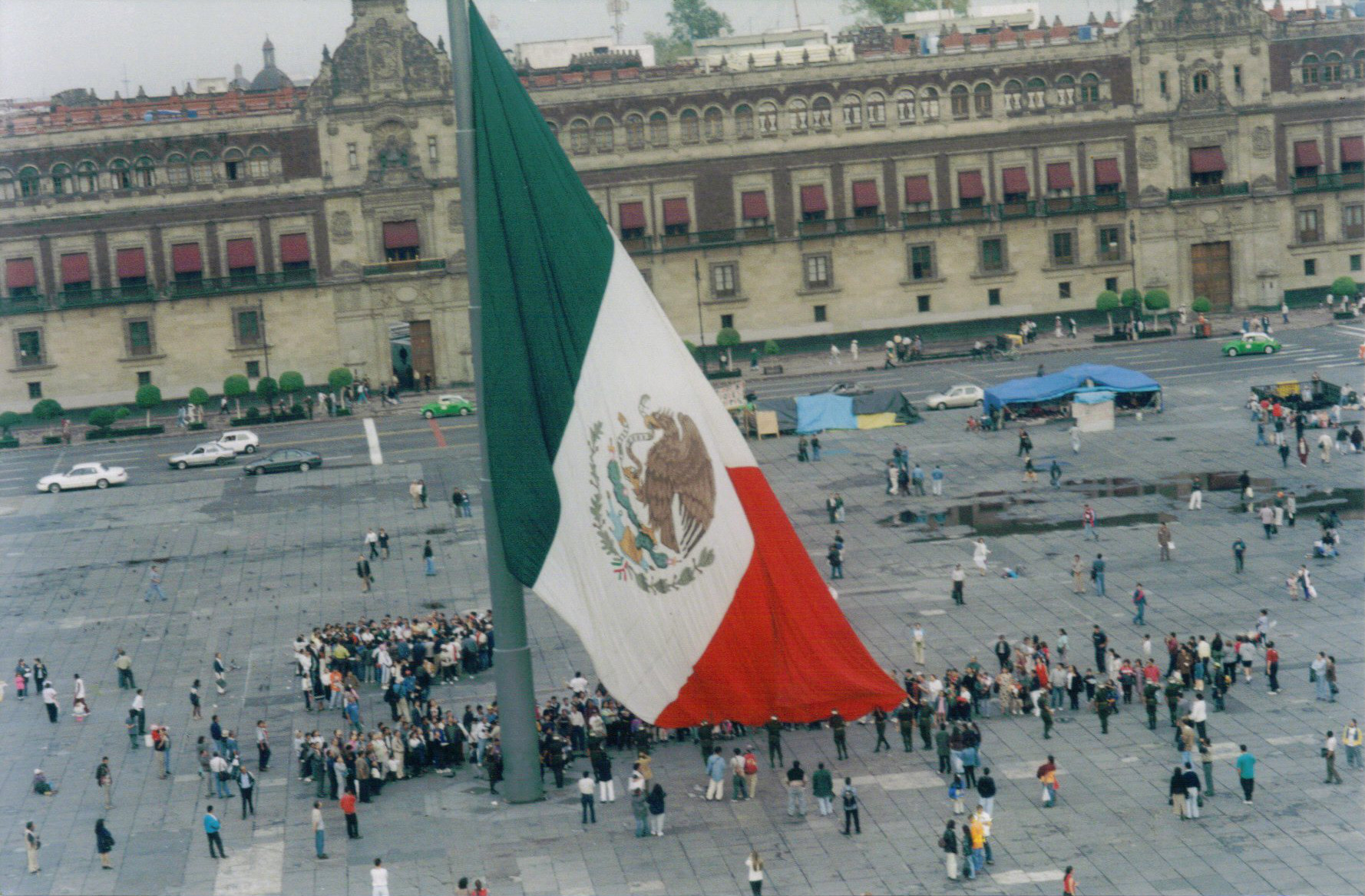
Uma bandeira monumental durante o hasteamento no Zócalo, na Cidade do México.

As bandeiras monumentais (em castelhano: "banderas monumentales") são um conjunto de mastros muito altos portando bandeiras nacionais mexicanas de grande porte em vários locais espalhados pelo México. Elas fazem parte de um programa iniciado em 1999 pelo presidente Ernesto Zedillo atualmente administrado pela Secretaria de Defesa Nacional. A maior característica desses monumentos é a presença de enormes bandeiras do México, com 14,3 metros de altura por 25 metros de largura, com mastros de mais de 50 metros de altura. Desde a promulgação do decreto, muitas mais bandeiras monumentais foram instaladas em todo o país em variados tamanhos. Muitos dos lugares foram escolhidos por seu papel em eventos significativos da história do país que ali ocorreram. As bandeiras monumentais mexicanas caracterizam-se dentre as maiores bandeiras do mundo hasteadas em mastros.

## História
Em 1 de julho de 1999, o presidente Zedillo iniciou oficialmente o programa estabelecendo um decreto. no Diario Oficial de la Federación (DOF). A questão referente às bandeiras era mais um aspecto do decreto: dentre outros objetivos havia também a promoção de todos os símbolos pátrios – a bandeira, o brasão de armas e o hino nacional para instilar um sentimento de patriotismo na população mexicana. Zedillo usou o período de seu mandato (o sexênio de 1995 a 2000) para promover a cultura e a história do país. Finalmente, o decreto permitiu aos governadores exibir com maior visibilidade os símbolos nacionais em seus estados.

## Localização
Desde a instalação das primeiras bandeiras monumentais, várias outras cidades em todo o país também instalaram as suas. Elas estão situadas primeiramente em capitais estaduais, cidades históricas e com grande atividade econômica.
- Monterrey, Nuevo León 25° 40′ 34,33″ N, 100° 20′ 45,98″ O
- Dolores Hidalgo, (berço da independência nacional), Guanajuato 21° 09′ 33,01″ N, 100° 54′ 35,56″ O
- Querétaro, Querétaro
- México City, Distrito Federal (três lugares):
  - Zócalo, no centro.   19° 25′ 57,66″ N, 99° 07′ 59,96″ O
  - Campo Militar Marte (1 km a noroeste de Los Pinos)   19° 25′ 27,14″ N, 99° 11′ 47,84″ O
  - San Jerónimo 19° 19′ 52,11″ N, 99° 12′ 39,56″ O
- Iguala, Guerrero 18° 19′ 44,67″ N, 99° 31′ 58,15″ O
- Tonalá, Jalisco
- Piedras Negras, Coahuila 28° 42′ 00″ N, 100° 31′ 23″ O
- Tijuana, Baixa Califórnia 32° 31′ 14,87″ N, 117° 02′ 11,2″ O
- Chihuahua, Chihuahua
- Ciudad Juárez, Chihuahua 31° 45′ 18,44″ N, 106° 27′ 12,89″ O
- Veracruz, Veracruz
- Morelia, Michoacán
- Tehuacán, Puebla
- San Luis Potosí, San Luis Potosí
- El Calvario, Toluca
- Cuautla e Cuernavaca, Morelos
- Culiacán e Mazatlán, Sinaloa
- Mérida, Yucatán
- Cancún, Quintana Roo
- Naucalpan, Estado do México
- Nuevo Laredo, Tamaulipas 27° 29′ 51,37″ N, 99° 30′ 16,45″ O
- Ciudad Victoria, Tamaulipas
- Tampico, Tamaulipas
- Celaya, Guanajuato
- Irapuato, Guanajuato
- Ensenada, Baixa Califórnia 31° 51′ 33,51″ N, 116° 37′ 27,34″ O
- Acapulco, Guerrero 16° 51′ 31,89″ N, 99° 53′ 12,35″ O
- San Miguel de Allende, Guanajuato
- Cozumel, Quintana Roo

As bandeiras de Tijuana, Ciudad Juárez e Nuevo Laredo estão próximas à fronteira com Estados Unidos e podem claramente ser vistas do lado americano.

## Galeria

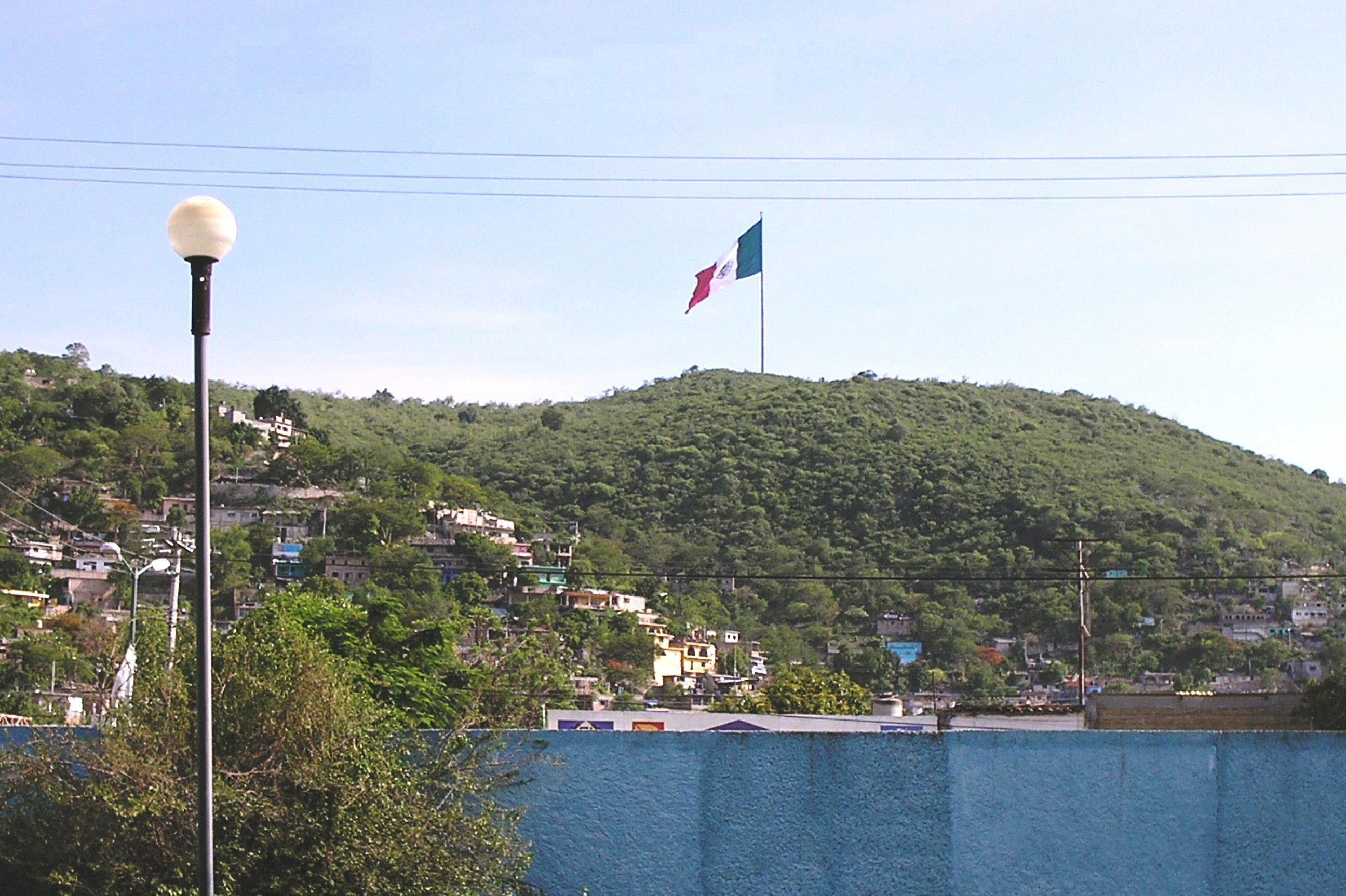
Iguala, Guerrero
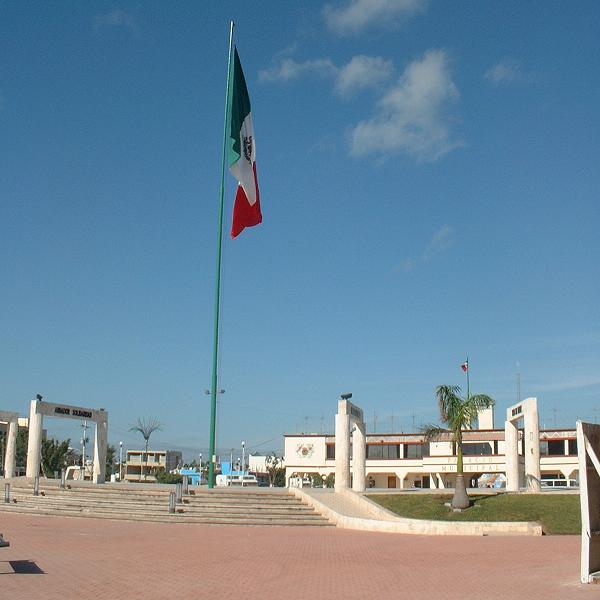
Playa del Carmen, Quintana Roo.
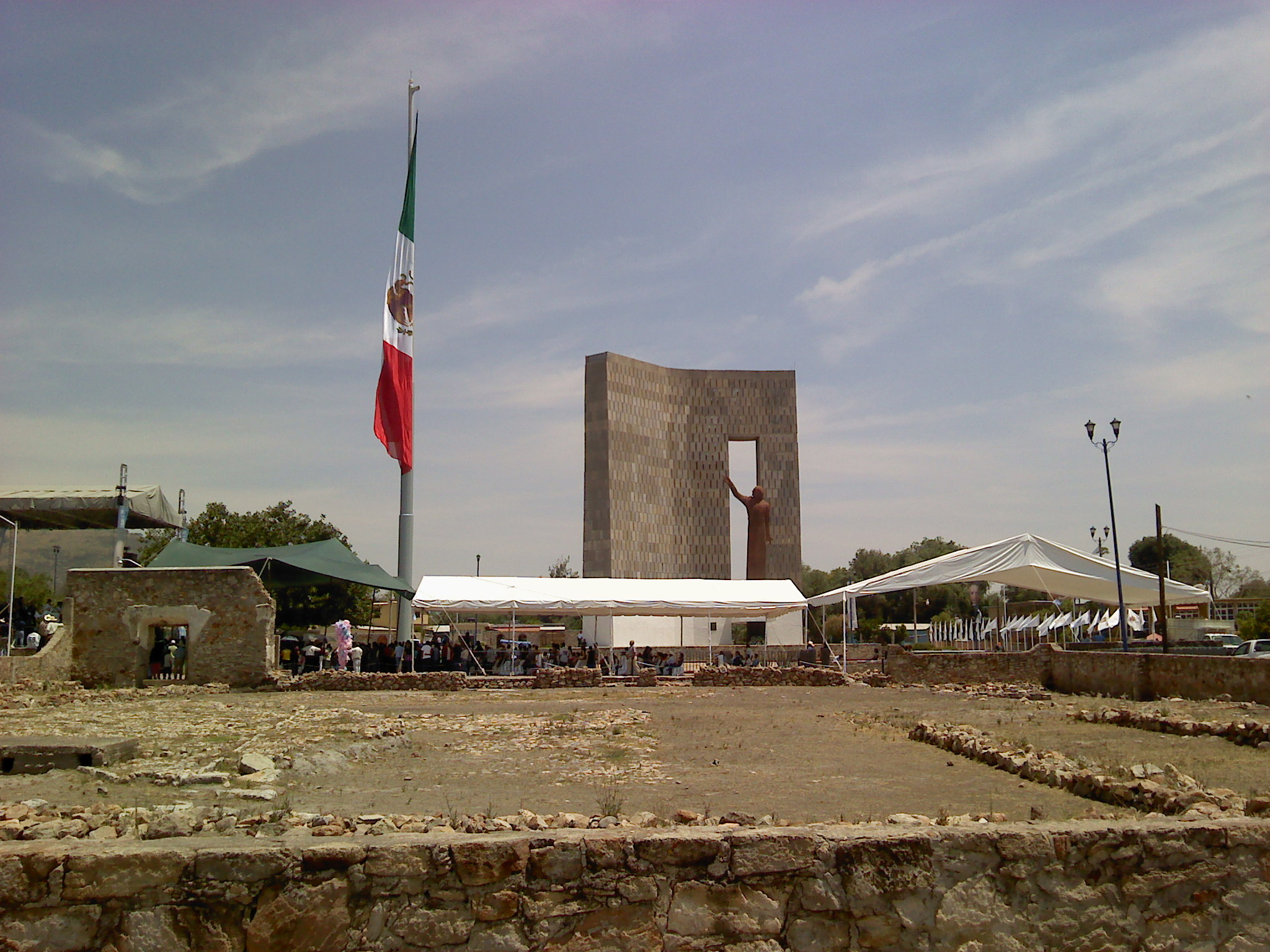
Corralejo Hidalgo, Pénjamo, Guanajuato.
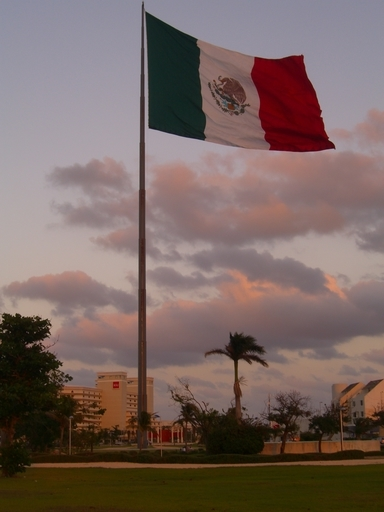
Cancún, Quintana Roo
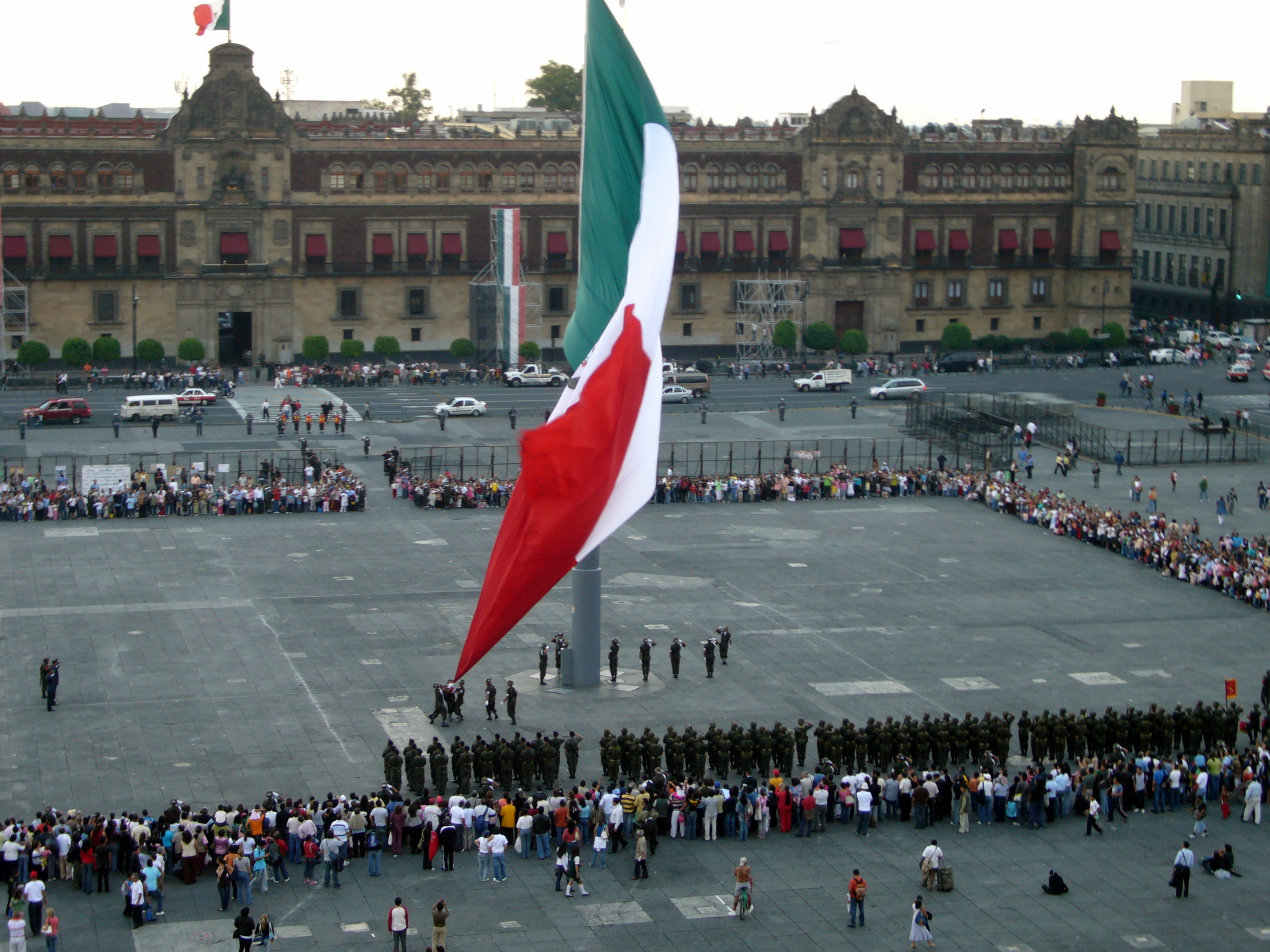
Zócalo, México City
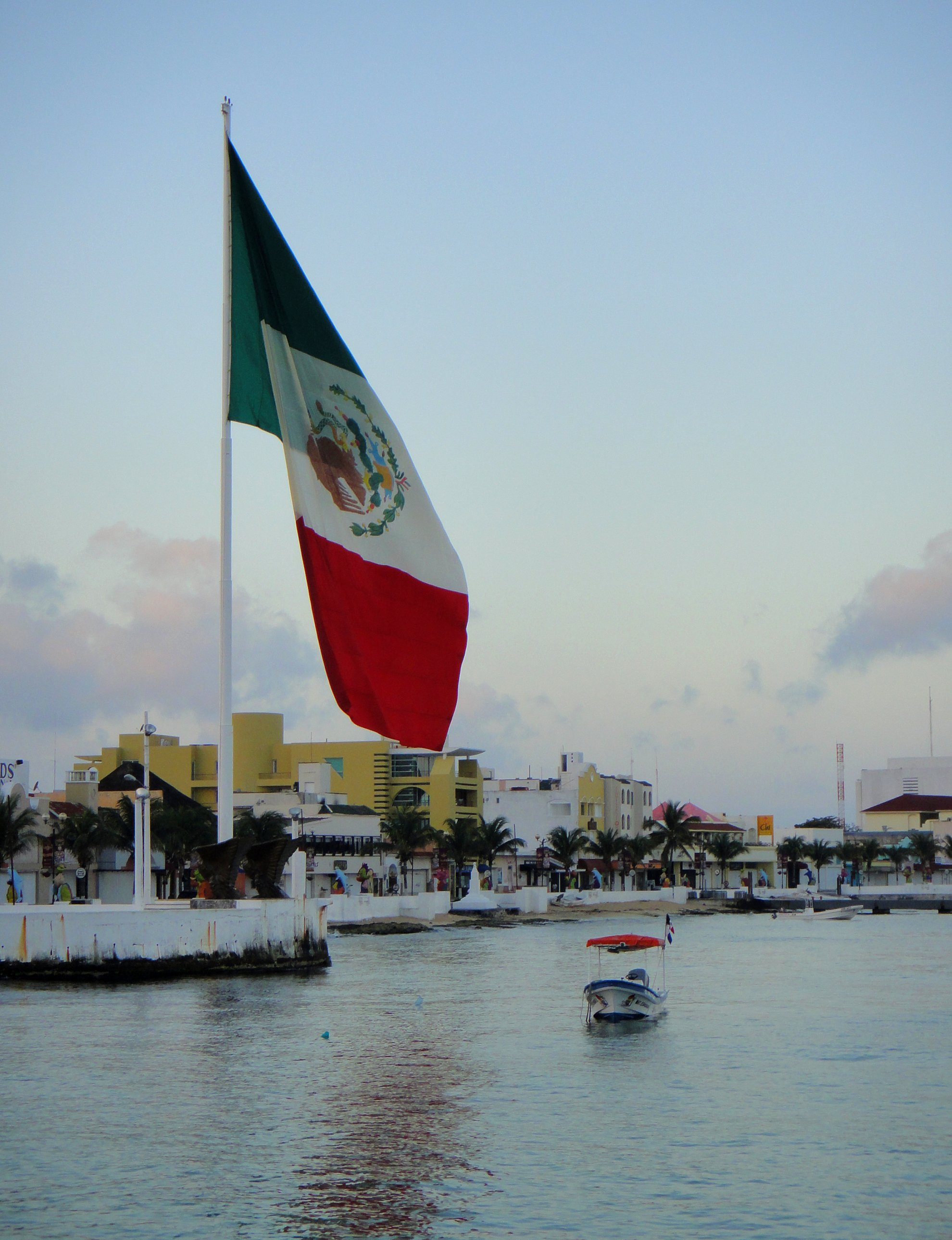
Cozumel, Quintana Roo
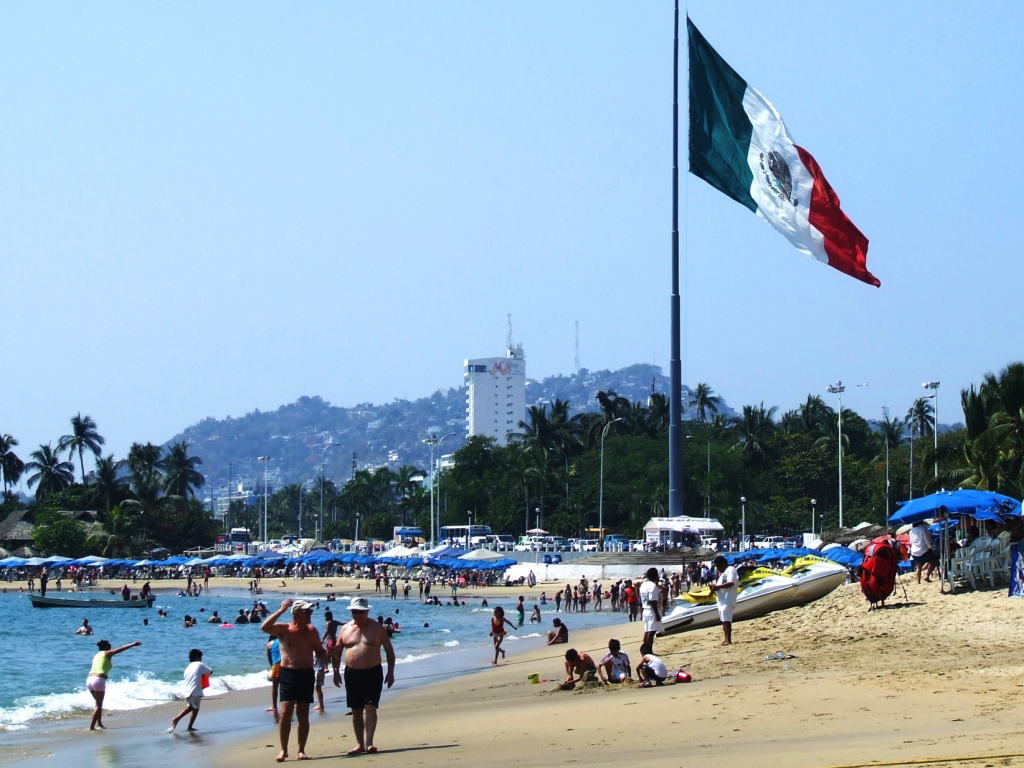
Acapulco, Guerrero.
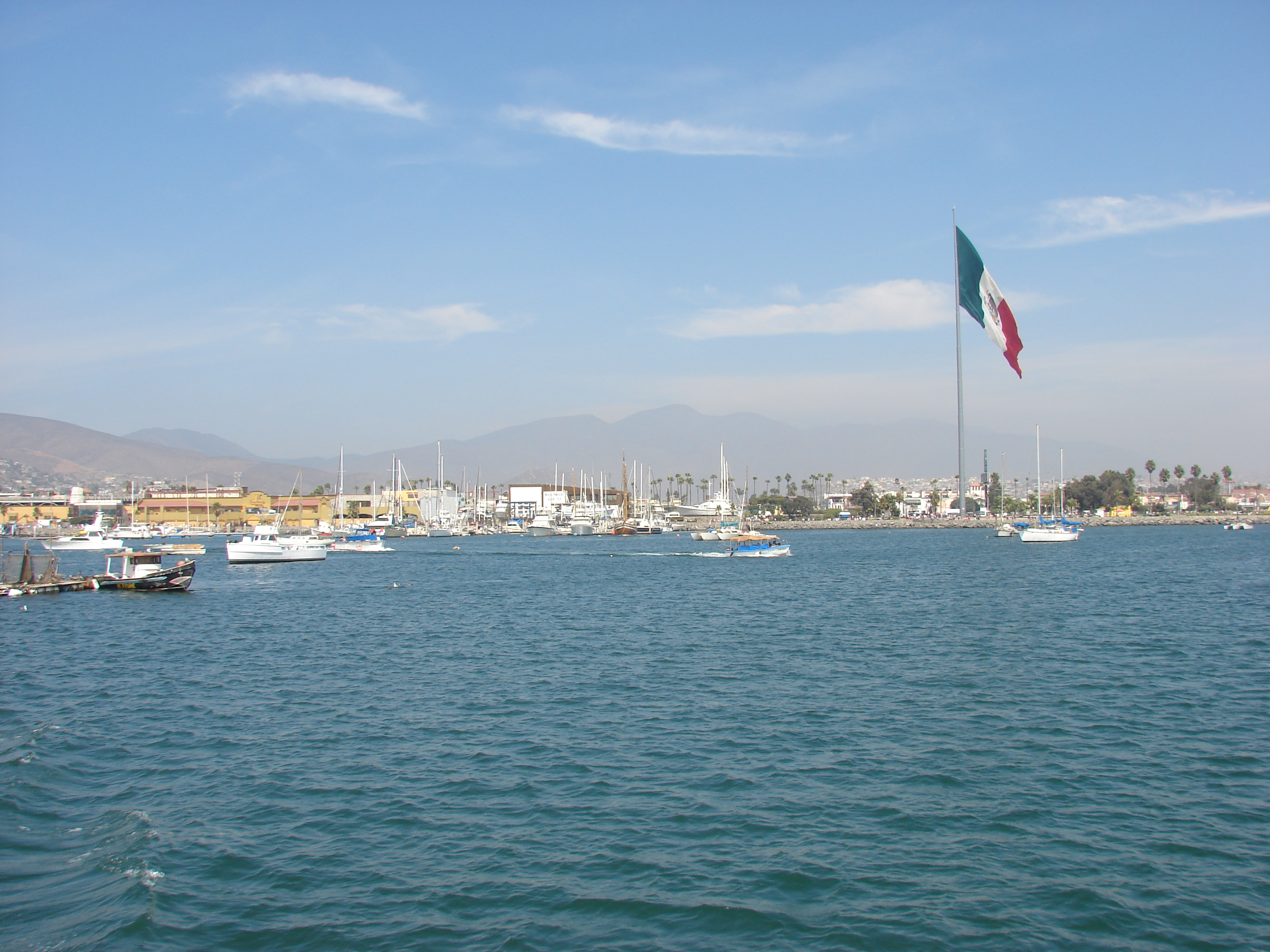
Ensenada, Baixa Califórnia
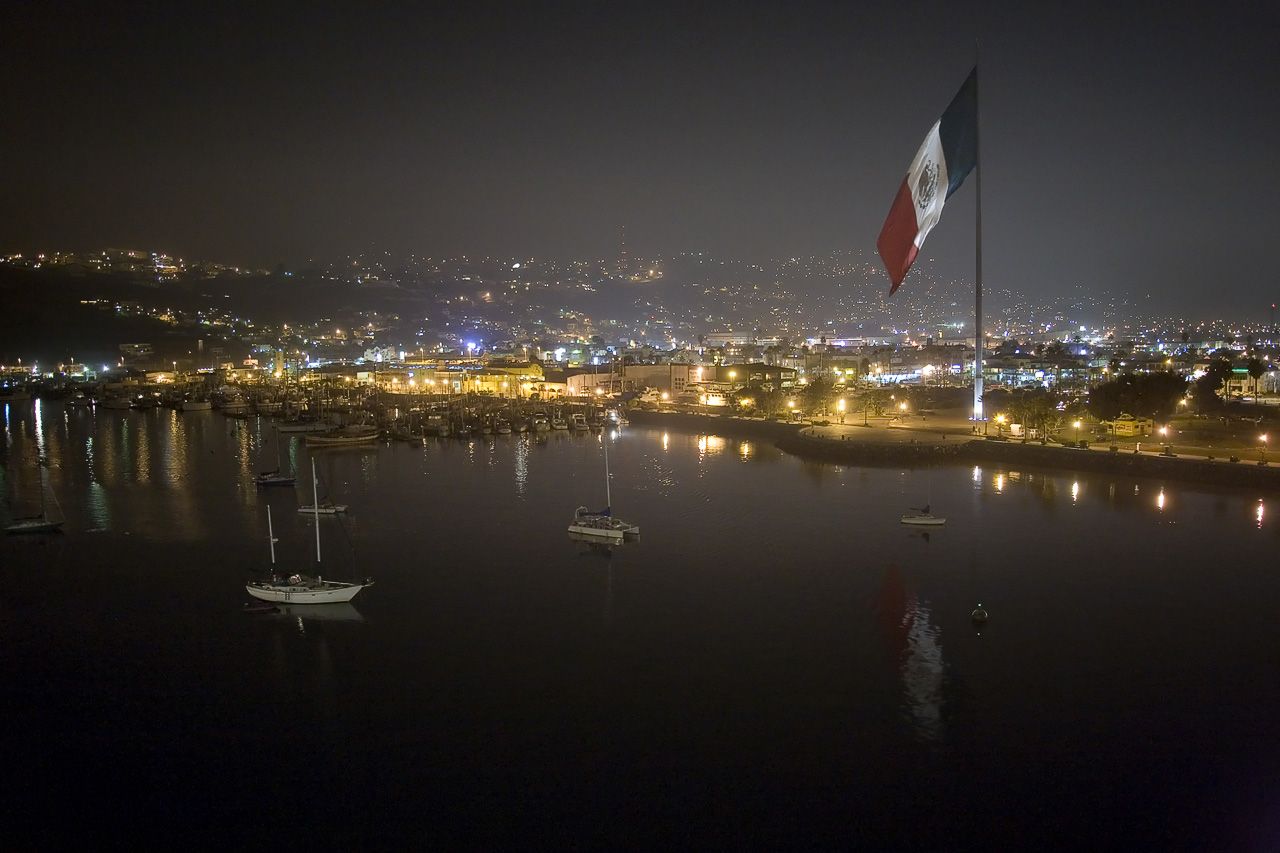
Ensenada, Baixa Califórnia
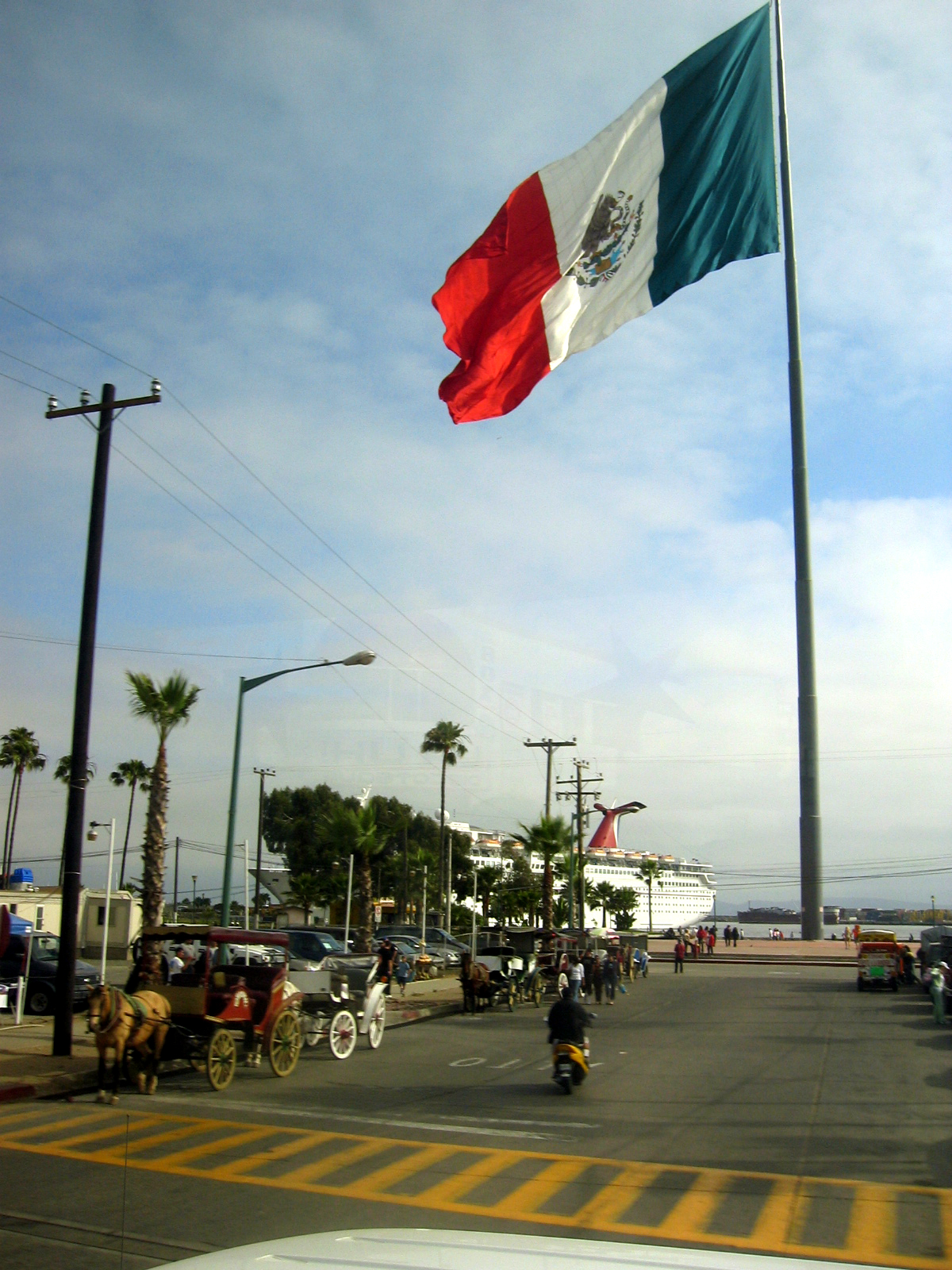
Ensenada, Baixa Califórnia.
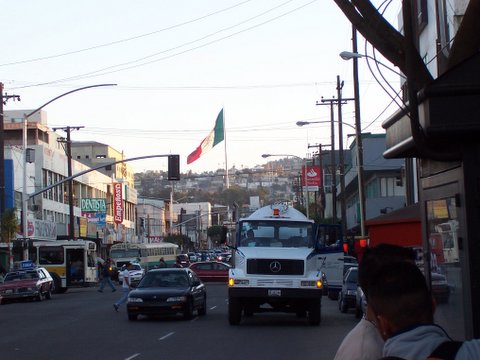
Tijuana, Baixa Califórnia.
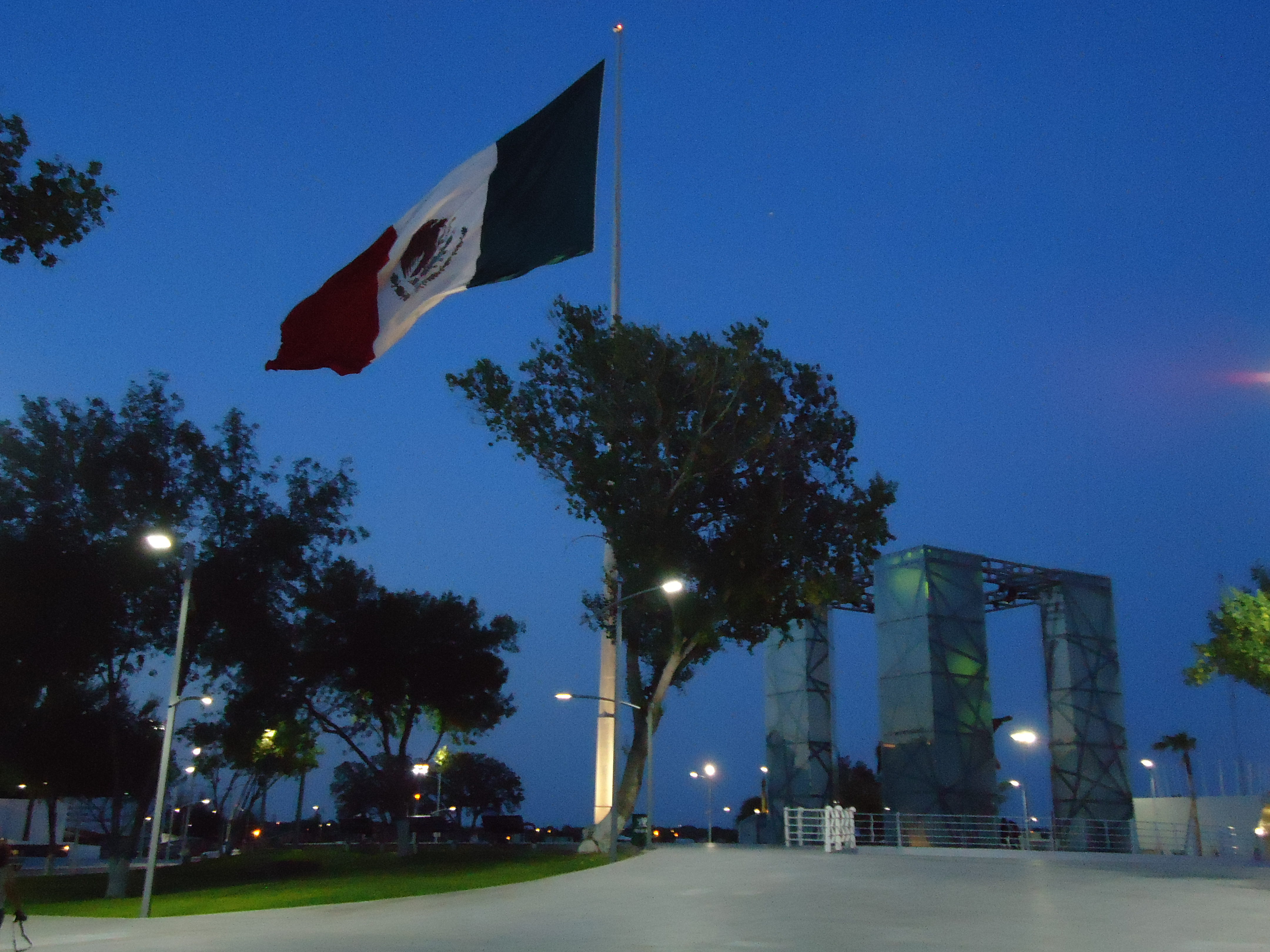
Piedras Negras, Coahuila
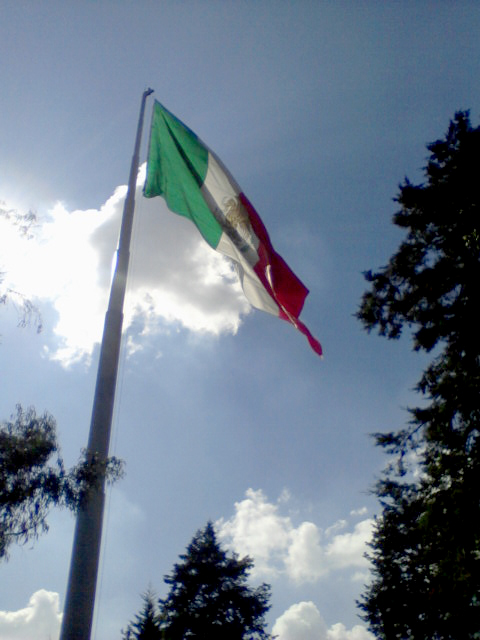
El Calvario, Toluca